# São João (Lembá)
Ne doit pas être confondu avec São João (Principe).
Pour les articles homonymes, voir São João.
São João est une localité de Sao Tomé-et-Principe située à l'ouest de l'île de São Tomé, à proximité de Santa Catarina et Lembá, dans le district de Lembá. C'est une ancienne roça.

## Population
Lors du recensement de 2012, 58 habitants y ont été dénombrés.

## Roça
C'est une petite dépendance dont ne subsistent que quelques constructions en bois.